# Міна-аль-Ахмаді – Аз-Зур
Міна-аль-Ахмаді — Аз-Зур — газопровід, споруджений для живлення кількох теплових електростанцій на півдні Кувейту.
Хоча надра Кувейту містять величезні запаси нафти, на початку 21 століття в цій країні вирішили перевести електроенергетику на природний газ, що дозволило б збільшити нафтовий експорт. Вихідним пунктом для подачі блакитного палива став ГПЗ Міна-аль-Ахмаді як центральний хаб у всій газовій промисловості країни (враховуючи появу з 2009-го у місцевому порту плавучого регазифікаційного термінала, через Міна-аль-Ахмаді може проходити блакитне паливо не лише кувейтського походження, але й імпортоване).
Рішення про спорудження газопроводу в південний регіон прийняли наприкінці 2000-х, а його введення в експлуатацію припало на 2013-й. Можливо відзначити, що за рік до того до Міна-аль-Ахмаді якраз мали почати подачу значних обсягів вільного (неасоційованого) газу з юрських покладів на півночі країни, проте основна стадія цього проєкту посувалась із затримками та стала до ладу лише в 2018-му.
Газопровід до Південного Кувейту виконаний у діаметрі 1000 мм. На своєму шляху він спершу живить ТЕС Шуайба, а завершальним пунктом маршруту є розташований за пів сотні кілометрів від Міна-аль-Ахмаді найпотужніший енергетичний майданчик країни, який наразі складається з ТЕС Аз-Зур-Південь та Аз-Зур-Північ 1. Тут же збираються звести ТЕС Аз-Зур-Північ 2 та 3 загальною потужністю понад 3000 МВт.
Також можливо відзначити, що наприкінці 2010-х у Аз-Зур почався запуск одного з найбільших у світі нафтопереробних заводів, що буде здатний переробляти понад 30 млн тонн нафти на рік. При цьому в Кувейті НПЗ традиційно були великими споживачами блакитного палива (ще до переведення електроенергетики на природний газ, потреб лише нафтопереробних та нафтохімічних підприємств виявилось достатньо, щоб розпочати імпорт через зазначений вище регазифікаційний термінал). Втім, саме в Аз-Зур у 2021-му став до ладу потужний станціонарний термінал для імпорту ЗПГ.